# Gooniyandi

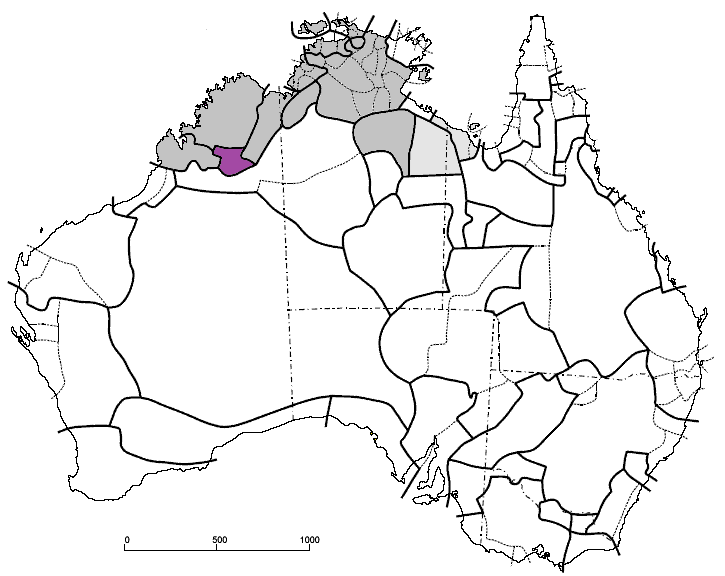

Le gooniyandi est une langue aborigène de la famille bunubane, parlée dans le sud de la région de Kimberley, en Australie-Occidentale.
En 2016, 138 personnes déclarent parler le gooniyandi à la maison.

## Classification
Le gooniyandi forme avec le bunuba la petite famille des langues bunubanes.